# 燕元
燕元384年正月—386年二月）是十六国时期后燕君主慕容垂的第一個年號，共计3年。也是後燕的第一个年號。
燕元三年二月改元建興元年。
此外，据陶棟《歷代建元考》及李兆洛《歷代紀元編》，燕元为十六国时期前燕文明帝慕容皝及景昭帝慕容儁的年号，称前者从晉穆帝永和元年（345年）起改元燕元，历4年，後者從晉穆帝永和五年（349年）起改元燕元，歷3年。《晋书》和《资治通鉴》都称慕容皝及慕容儁以古代诸侯即位，只称元年，故不用年号。或疑为附会后燕慕容垂的燕元年号。

## 纪年
| 燕元 | 元年  | 二年  | 三年  |
| ---- | ----- | ----- | ----- |
| 公元 | 384年 | 385年 | 386年 |
| 干支 | 甲申  | 乙酉  | 丙戌  |

## 同期存在的其他政权年号
- 中國
  - 太元（376年－396年）：東晉——晋孝武帝司马曜的年号
  - 太安（385年－386年）：前秦——前秦哀平帝苻丕的年号
  - 建義（385年－388年）：西秦——乞伏國仁年号
  - 白雀（384年－386年）：后秦——姚萇年号
  - 燕興（384年－384年）：西燕——慕容泓年号
  - 更始（385年－386年）：西燕——慕容冲年号
  - 昌平（386年）：西燕——段隨年号
  - 登国（386年－396年）：北魏——拓跋珪年号
  - 鳳凰（386年）：張大豫年号

## 参看
- 中國年號索引